# Hemeroplanis pyralis
Hemeroplanis pyralis là một loài bướm đêm trong họ Erebidae.